# Naturschutzgebiet Stemmberg

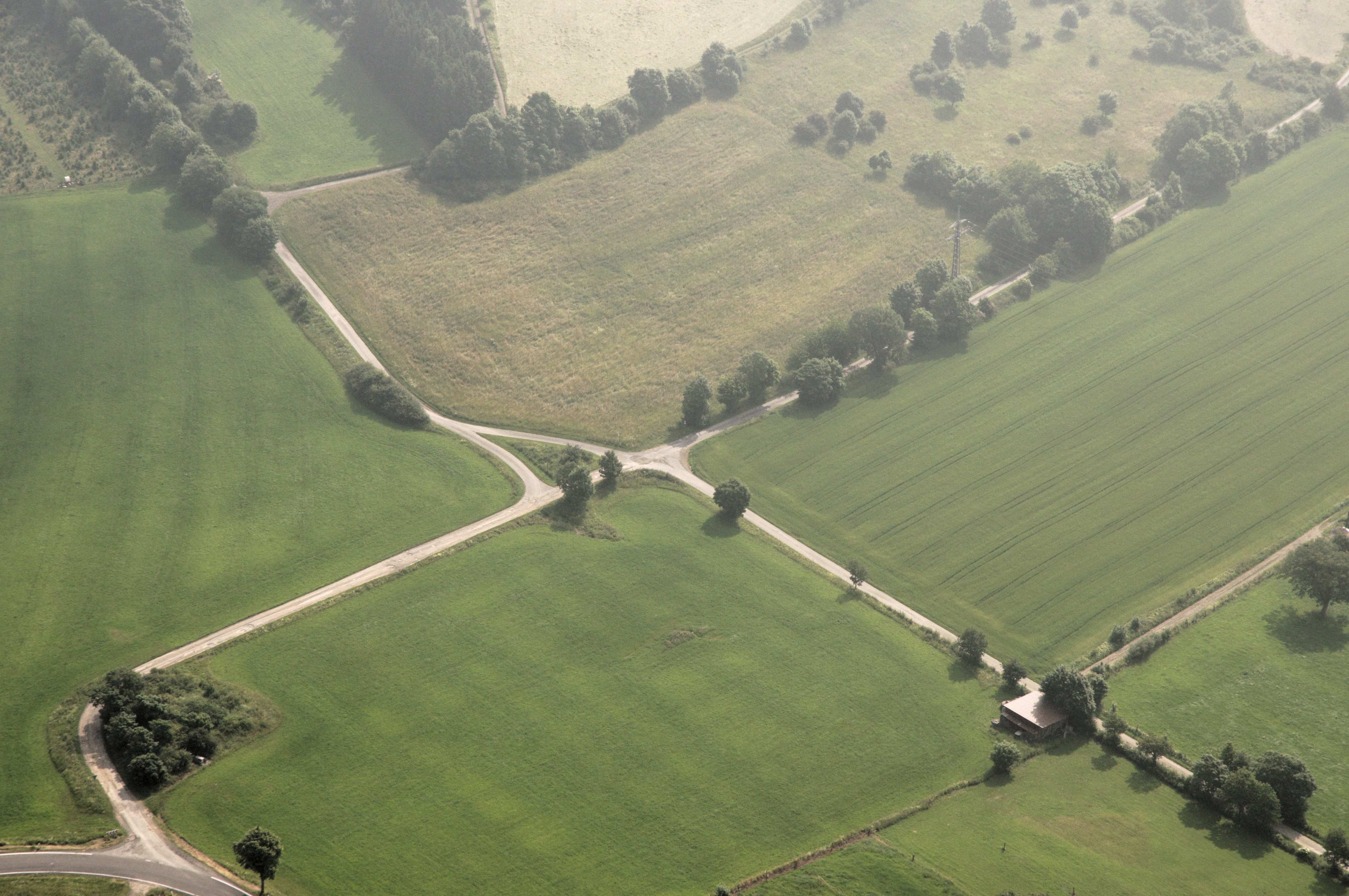
Oben: Westteil vom Naturschutzgebiet Stemmberg aus der Vogelperspektive

Das Naturschutzgebiet Stemmberg mit einer Größe von 29,1 ha liegt östlich von Hesborn im Stadtgebiet von Hallenberg. Es wurde am 15. September 2004 mit dem Landschaftsplan Hallenberg durch den Hochsauerlandkreis als Naturschutzgebiet (NSG) ausgewiesen. Das NSG ist Teil des Europäischen Vogelschutzgebiets Medebacher Bucht. Im Nordosten liegt das NSG an der Grenze zur Stadt Medebach. Dort grenzen an zwei Stellen die beiden Teilflächen vom Naturschutzgebiet Rüdenscheid an und im Südwesten an zwei Stellen das Naturschutzgebiet Mahlbach- und Ölfetalsystem.

## Gebietsbeschreibung
Beim NSG handelt es sich um extensives Grünland bzw. Grünlandbrachen. Im Grünland finden sich Magerweiden. Das NSG liegt an einem südlich bis südwestlich exponierten Hangbereich. In ihm liegen teils magere Wiesen, strukturreiche Triften sowie Hecken und Gebüsche. Die Wiesen waren bei NSG-Ausweisung überwiegend als magere Glatthaferwiesen, teils auch als intensiv genutzte Fettwiesen ausgeprägt. Zwischen den Wiesen liegen zwei größere Extensivweidekomplexe sowie ein kleinerer. Die überwiegend mageren Komplexe sind überwiegend durch Dornsträucher, Besenginster, niedrige Eichen und ältere Fichten strukturiert. In der östlichen Trift kommen kleine Felsköpfe und Ameisenhaufen vor. Hecken und Baumhecken säumen die Wirtschaftswege im NSG.
Der Landschaftsplan dokumentiert zum NSG: „Mit seinen strukturreichen Triften, Magergrünland- und Wiesenbiotopen sowie den Hecken und Gebüschen ist das NSG ein sehr wertvoller Lebensraum für Pflanzen- und Tierarten extensiv genutzter Kulturlandschaften. Besonders hervorzuheben ist die hohe Neuntöterdichter, einer Leitart im Vogelschutzgebiet der Medebacher Bucht. Das NSG ist ein landesweit bedeutsamer Bestandteil im Biotopverbundsystem strukturreicher Kulturlandschaften in der Medebacher Bucht. Zur Aufwertung bzw. zur Wiederherstellung der Lebensraumqualitäten sollten die nährstoffreichen Wiesen wieder extensiv bewirtschaftet werden.“

## Pflanzenarten im NSG
Auswahl vom Landesamt für Natur, Umwelt und Verbraucherschutz Nordrhein-Westfalen dokumentierter Pflanzenarten im Gebiet: Acker-Hornkraut, Acker-Witwenblume, Besenginster, Blutwurz, Breitblättriger Thymian, Echte Schlüsselblume, Echter Beinwell, Echtes Johanniskraut, Echtes Labkraut, Gänseblümchen, Geflecktes Johanniskraut, Gewöhnliches Ferkelkraut, Glattes Habichtskraut, Gras-Sternmiere, Großer Wiesenknopf, Harzer Labkraut, Heide-Nelke, Heidelbeere, Kleine Bibernelle, Kleine Braunelle, Kleiner Klappertopf, Kleiner Wiesenknopf, Kleines Habichtskraut, Knolliger Hahnenfuß, Körner-Steinbrech, Magerwiesen-Margerite, Moschus-Malve, Purgier-Lein, Rundblättrige Glockenblume, Salbei-Gamander, Tauben-Skabiose, Taubenkropf-Leimkraut, Weißes Labkraut, Wiesen-Bocksbart, Wiesen-Bärenklau, Wiesen-Flockenblume, Wiesen-Kerbel, Wiesen-Kümmel, Wiesen-Pippau, Zaun-Wicke.

## Schutzzweck
Das NSG soll das Grünland und die Brachen mit ihrem Arteninventar schützen. Zur Erhaltung und Entwicklung von Lebensgemeinschaften und Lebensstätten wildlebender, teils gefährdeter Arten, von Tier- und Pflanzenarten beizutragen. Wie bei allen Naturschutzgebieten in Deutschland wurde in der Schutzausweisung darauf hingewiesen, dass das Gebiet „wegen der Seltenheit, besonderen Eigenart und Schönheit des Gebietes“ als Naturschutzgebiet ausgewiesen wurde. Laut Naturschutzgebiets-Ausweisung wurde das Gebiet zum Naturschutzgebiet auch ausgewiesen, um zur Sicherung des ökologischen Netzes Natura 2000 der EU im Sinne der FFH-Richtlinie.